# Цибово
Цибово (пол. Cybowo, нім. Gutsdorf) — село в Польщі, у гміні Каліш-Поморський Дравського повіту Західнопоморського воєводства.
Населення — 229 осіб (2011).
У 1975-1998 роках село належало до Кошалінського воєводства.

## Демографія
Демографічна структура станом на 31 березня 2011 року:
|          | Загалом | Допрацездатний вік | Працездатний вік | Постпрацездатний вік |
| -------- | ------- | ------------------ | ---------------- | -------------------- |
| Чоловіки | 124     | 41                 | 70               | 13                   |
| Жінки    | 105     | 32                 | 59               | 14                   |
| Разом    | 229     | 73                 | 129              | 27                   |